# Jakob Benjamin Heydweiller
Jakob Benjamin Heydweiller (geboren 7. Februar 1787 in Krefeld; gestorben 28. Juli 1836 in Düsseldorf) war 1832 auftragsweise preußischer Landrat des Kreises Krefeld.

## Leben
Der Mennonit Jakob Benjamin Heydweiller entstammte einer angesehenen Krefelder Großhändler- und Fabrikantenfamilie. Nach seinem Studium der Rechtswissenschaft an der Georg-August-Universität in Göttingen, nahm Heydweiller 1813 auf französischer Seite als Soldat an den Befreiungskriegen teil, ehe ihm 1815 die Stellung als Bürgermeister in seiner Heimatstadt übertragen wird. 1817 wechselt er dann als Tribunalrichter und Justizrat an das Friedensgericht Krefeld. Während seiner Dienstzeit als Regierungsreferendar ab 1838 an der Regierung in Düsseldorf, wurde er seitens seines dortigen Dienstherren beauftragt in der Nachfolge von Franz Rigal im August und September 1832 die Verwaltung des Kreises Krefeld zu leiten, bis zur Übernahme der Amtsgeschäfte durch Konrad Melsbach. Heydweiller starb im Dienst.